# Batrachuperus londongensis
Batrachuperus londongensis är en groddjursart som beskrevs av Liu, Tian in Liu, Hu, Tian och Wu 1978. Batrachuperus londongensis ingår i släktet Batrachuperus och familjen Hynobiidae. IUCN kategoriserar arten globalt som starkt hotad. Inga underarter finns listade.